# Moyen-Chari
Moyen-Chari er en af de 23 regioner i Tchad. Regionens hovedby er Sarh. Den vigtigste etniske gruppe i regionen er saraerne. Økonomien er hovedsageligt baseret på landbrug, opdræt, bomuld og sukkerrør.

## Inddeling
Moyen-Chari-regionen er inddelt i tre departementer:
| Departement | Hovedby | Underpræfekturer                                                                 |
| ----------- | ------- | -------------------------------------------------------------------------------- |
| Barh Köh    | Sarh    | Sarh, Korbol, Koumogo, Moussa Foyo, Balimba                                      |
| Grande Sido | Maro    | Maro, Danamadji, Djéké Djéké, Sido                                               |
| Lac Iro     | Kyabé   | Kyabé, Bohobé, Boum Kebbir, Ngondeye, Roro, Baltoubaye, Dindjebo, Alako, Singako |